# Cladosporium heuglinianum
Cladosporium heuglinianum är en svampart som beskrevs av Thüm. 1879. Cladosporium heuglinianum ingår i släktet Cladosporium och familjen Davidiellaceae.   Inga underarter finns listade i Catalogue of Life.